# Tvättbjörnar
Tvättbjörnar (Procyon) är ett släkte i familjen halvbjörnar. Tvättbjörnar har funnits i 25 miljoner år.
Pälsen kallas för sjubb men ordet används även för mårdhundens päls.

## Kännetecken
Släktet kännetecknas genom en kort, satt kropp och ett baktill brett huvud. Benen är jämförelsevis långa och tunna. Fötterna, särskilt de främre, är smala och mycket rörliga med hoptryckta, böjda tår. Mellan tårna finns ingen simhud och klorna är inte indragbara. På bålen har pälsen en grå till svartaktig grundfärg. Bruna eller röda inslag kan förekomma. Alla arter har svarta mönster i ansiktet som påminner om en ansiktsmask. Kroppslängden (huvud och bål) varierar mellan 42 och 60 centimeter och därtill kommer en 20 till 40 centimeter lång svans. Vikten ligger mellan 2 och 12 kilogram och mankhöjden mellan 23 och 30,5 cm. Vanligen är populationer i utbredningsområdets norra del störst och honor är mindre än hannar.
Fyra par spenar förekommer hos honor.

## Utbredning
Hithörande arter lever i Amerika, från Nordamerika till Centralamerika. Fem av släktets sju arter (eller underarter) lever uteslutande på mindre öar i Västindien. Den vanliga tvättbjörnen etablerade sig i Centraleuropa, ryska delar av Asien samt Japan och har där en större population. Habitatet utgörs främst av skogar eller buskskogar, oftast i närheten av vattenansamlingar.

## Levnadssätt
På natten kommer de fram och söker föda, gärna i bebyggda områden och gärna i soptunnor. På dagen sover de oftast i sina bon i trädens håligheter, i hålrum mellan trädens rötter, i underjordiska bon som skapades av andra djur eller i byggnader. Ibland är släktets medlemmar aktiva på dagen. Tvättbjörnar äter annars fisk, grodor, kräftor, insekter, frukt, ägg och mycket mer. De håller ingen vinterdvala men populationer i kalla områden kan stanna nästan hela vintern i boet. Därför äter de under hösten mycket för att skapa en fettreserv. Födan doppas ibland i vatten men den tvättas inte. Tidigare antogs att varje individ lever ensam men med hjälp av längre studier kom fram att tvättbjörnar har ett komplext socialt beteende. Till exempel lever honor ibland i mindre grupper och hannarnas revir kan överlappa.
Hos den vanliga tvättbjörnen sker parningen oftast under februari och mars och den krabbätande tvättbjörn fortplantar sig mellan juli och september. Könsmognaden infaller efter ett år. Tvättbjörnar kan bli upp till 20 år i fångenskap, men i naturen blir de sällan äldre än 12 år; den genomsnittliga livslängden är ungefär 2-3 år.

## Systematik
Fem populationer av tvättbjörn, som förekommer endemisk på centralamerikanska och karibiska öar, kategoriserades först som självständiga arter. Morfologiska och genetiska studier indikerade att merparten av dessa taxon bättre borde beskrivas som underarter av den nordamerikanska tvättbjörnen, vilket också skedde i standardverket Mammal Species of the World från 2005. Enda undantaget är cozumeltvättbjörnen (Procyon pygmaeus) som kännetecknas av påfallande små tänder. Utöver dessa två arter omfattar släktet tvättbjörnar även den sydamerikanska krabbätande tvättbjörnen (Procyon cancrivorus).
- Nordamerikansk eller vanlig tvättbjörn (Procyon lotor ), är den mest kända arten. Det ursprungliga utbredningsområde sträcker sig från Kanada till Panama.
  - Procyon lotor insularis, är endemisk på Islas Marías väster om Mexiko.
  - Procyon lotor maynardi, finns bara på ön New Providence Island som tillhör Bahamas.
  - Procyon lotor minor, lever endemisk på Guadeloupe.
  - Procyon lotor gloveralleni, levde på Barbados. Den sista individen iakttogs 1964. Arten listas som utdöd.
  - dessutom 19 kontinentala underarter
- Cozumeltvättbjörn (Procyon pygmaeus), förekommer bara på Cozumel nära Yucatánhalvön.
- Krabbätande tvättbjörn (Procyon cancrivorus), förekommer i Sydamerika. Den är mer än den förstnämnda arten specialiserade på fiskar, kräftor och groddjur och har bra förmåga att simma och dyka.